# 太田喜久子
太田 喜久子（おおた きくこ、1952年 - ）は、看護学者、慶應義塾大学名誉教授。専門は地域看護学、老年看護学。元日本看護系学会協議会会長。

## 人物紹介
1975年、聖路加看護大学衛生看護学部卒業。1994年聖路加看護大学大学院看護学研究科課程修了。看護学博士, 論文の題は「痴呆性老人と主たる介護者との家庭における相互作用の構造」。 宮城大学教授、慶應義塾大学看護医療学部教授、東京大学大学院医学系研究科講師などを経て、2005年より慶應義塾大学大学院健康マネジメント研究科教授、2006年日本看護系学会協議会会長、日本学術会議連携会員。2009年より看護医療学部学部長、日本看護系大学協議会理事（副代表）。2010年日本老年看護学会理事長。2011年日本学術会議会員。2018年退職、慶應義塾大学名誉教授。日本赤十字看護大学特任教授。

## 共著
- 『看護理論の分析と評価』 (広川書店)
- 『せん妄―すぐに見つけて!すぐに対応!』 (照林社)
- 『グラウンデッドセオリー法を用いた看護研究のプロセス』 (文光堂)
- 『フォーセット看護理論の分析と評価』 (医学書院)
- 『コンフォート理論―理論の開発過程と実践への適用』 (医学書院)
- 『老年看護学―高齢者の健康生活を支える看護』 (医歯薬出版)
- 『新版認知症の人々の看護』 (医歯薬出版)